# François Lange
 (décembre 2018).
Œuvres principales
Le Manuscrit de Quimper
François Lange, né le 24 octobre 1958 au Havre (Seine-Maritime), ancien militaire et policier, est un écrivain français, créateur du personnage de Fañch Le Roy, policier quimpérois actif sous le Second Empire.

## Biographie

### Jeunesse et études
Né au Havre d'un père normand et d'une mère bretonne de Guilvinec, François Lange, après avoir arrêté la faculté de Droit de Rouen-Mont Saint-Aignan au bout de seulement trois semaines de cours, s'engage, en octobre 1979, dans l'Armée de terre où il restera pendant sept ans. Il a respectivement servi au 1er régiment de parachutistes d'infanterie de marine implanté à Bayonne (Pyrénées-Atlantiques), puis au 6e régiment de parachutistes d'infanterie de marine de Mont-de-Marsan (Landes).

### Officier de police
En 1985, à la suite d'un accident survenu en service, il reprend ses études et se reconvertit pour devenir officier de police, chose faite en 1989 après un an de scolarité à l'école supérieure des inspecteurs de la police nationale de Cannes-Ecluse (Seine-et-Marne). Il exerce sa profession en Haute-Normandie, puis dans le Finistère à partir de 2002, au commissariat de Quimper d'abord, puis au sein de l'état-major de la direction départementale jusqu'en 2015, année de sa retraite. Parallèlement, il se passionne pour l'archéologie, l'histoire de la France et celle de la Bretagne.
Au cours de sa carrière quimpéroise, il est marqué par de nombreuses affaires, dont celle du meurtre du sacristain de la cathédrale, Pierre Mével, le 20 juin 2004, et le cambriolage du musée de Gwenn-Aël Bolloré, en avril 2009.

### L'écriture comme loisir et exutoire
Mais c'est l'année 2005 qui reste dans la mémoire de l'écrivain comme mauvaise, car les relations sont tendues avec la procureure de l'époque. Comme échappatoire, il trouve l'écriture, avec un roman -  qui deviendra Le Manuscrit de Quimper - qu'il rédige pendant ses pauses de midi, sur le logiciel de rédaction des procédures, ayant comme toile de fond le Second Empire, période qu'il connaît mal et qui le force ainsi à multiplier les recherches historiques, notamment aux archives municipales de Quimper et départementales du Finistère. 
Envoyé à différents éditeurs, le roman n'est pas retenu. Le livre est présélectionné pour le prix du Quai des Orfèvres et Éric de Saint-Périer, secrétaire général de ce prix littéraire, l'encourage à poursuivre son travail d'écrivain, en lui précisant que cette récompense préfère honorer les romans policiers qui se déroulent aujourd'hui. Mais, pour François Lange, « pas question de changer de période », privilégiant une rupture avec son quotidien dans ses ouvrages, arguant également qu'actuellement, les enquêtes se font beaucoup moins sur le terrain. 
Néanmoins, fort des encouragements de Eric de Saint Périer, il rédige un deuxième ouvrage des aventures de Fañch Le Roy, La Bête de l'Aven. Parallèlement, il est en contact avec l'écrivain Firmin Le Bourhis, qui le sollicite dans le cadre de ses romans policiers pour des questions techniques et de procédure. Après le décès de l'écrivain en avril 2018, il échange avec Jean Failler, célèbre auteur de la série des Mary Lester, qui le met en lien avec les éditions Palémon, éditant ses romans. C'est ainsi que, le 12 octobre 2018, paraît Le Manuscrit de Quimper, écrit en 2005. Suivent, en février 2019, La Bête de l'Aven, puis, en octobre de la même année, Le Secret du Télémaque, en référence au navire qui sombra en en rade de Quillebeuf, le 3 janvier 1790. À la fin de ce dernier roman, l'auteur indique que Fañch Le Roy devrait se retrouver bientôt dans une nouvelle aventure, au cœur des Monts d'Arrée. Le Rituel des Monts d'Arrée est publié en septembre 2020. En juin 2021, L'inconnu de Penmarc'h fait s'installer Fañch Le Roy dans le Pays Bigouden pour une affaire d'espionnage... L'année suivante, Fañch Le Roy enquête sur une série de meurtres en lien avec la construction de la ligne de chemin de fer de Quimper, dans La Voie Maudite.

### Vie privée
François Lange réside à Saint-Yvi, dans le Finistère. Il est marié depuis 1987 et père de deux filles.

## Ouvrages

### Participation
- Une géode de quartz taillée par un néolithique (minéralogiste ?), à Sandouville, par Jean-Pierre Watté et François Lange, bulletin de la Société Géologique de Normandie et des Amis du Muséum du Havre - Tome 90, fascicule 1 - 2003-2004, pp. 23-25, 2 figures.
- Un témoignage de l'exportation de silex de la plaine de Caen jusqu'au nord de la Seine,  par Jean-Pierre Watté et François Lange, bulletin de la Société Géologique de Normandie et des Amis du Muséum du Havre - Tome 92, fascicule 2 - 2005-2006[8].
- Une grande hache à bouton à Saint-Yvi (Finistère), par Jean-Pierre Watté et François Lange. Bulletin d'études N°31 (1er semestre 2023) de la Société Nantaise de Préhistoire.

### Enquêtes
- Rennes-le-Château - Compléments d'enquêtes (en collaboration avec Philippe Duquesnois, Jean Lucain et Jacques Mazière), auto-édition, 2017[9].
- Rennes-le-Château, le véritable trésor de l'abbé Saunière, préface de Thierry Emmanuel Garnier, tome 1, collection Affaires Classées, éditions Arqa, 2021, 132 p.  (ISBN 9782755101027)
- Rennes-les-Bains, le sanctuaire oublié, préface de Gino Sandri, tome 2, collection Affaires Classées, éditions Arqa, 2021, 152 p.  (ISBN 9782755101034)

### Nouvelles
- Collectif d'auteurs : Jean-Marc Bloch, Olivier Damien, Éric Dupuis, Sacha Erbel, Didier Fossey, Christophe Gavat (Prix du Quai des Orfèvres 2021), Christophe Guillaumot (Prix du Quai des Orfèvres 2009), Frank Klarczyk, François Lange, Rémy Lasource, Paul Merault (Prix du Quai des Orfèvres 2019), Patrick Nieto, Éric Oliva, Lionel Olivier (Prix du Quai des Orfèvres 2016), Jean-François Pasques, Pierre Pouchairet (Prix du Quai des Orfèvres 2017), Jean-Marc Souvira, Danielle Thiery (Prix du Quai des Orfèvres 2013), Emmanuel Varle, Luc Watteau et Ivan Zinberg 22, v'là les flics, Lajouanie poche, octobre 2022, 444 p.  (ISBN 9782370472113)

### Romans
- Le Démon du Crépuscule, Palémon éditions, juillet 2023, 256 p.,  (ISBN 9782385270124)
- Le sanctuaire oublié de Morgat, Palémon éditions, juillet 2024, 240 p.,  (ISBN 9782385271015)

Série des aventures de Fañch Le Roy
- Le Manuscrit de Quimper, Palémon éditions, octobre 2018, 189 p.  (ISBN 9782372605342)
- La Bête de l'Aven, Palémon éditions, février 2019, 208 p.  (ISBN 9782372605519)
- Le Secret du Télémaque, Palémon éditions, septembre 2019, 368 p.  (ISBN 9782372605632)
- Le Rituel des Monts-d'Arrée, Palémon éditions, septembre 2020, 360 p.  (ISBN 9782372605779)
- L'Inconnu de Penmarc'h, préface de Gilles Servat, Palémon éditions, juin 2021, 304 p.  (ISBN 9782372606097)
- La Voie Maudite, Palémon éditions, septembre 2022, 376 p.  (ISBN 9782372606479)
- Le Testament du Masque de fer, Palémon éditions, novembre 2023, 264 p.  (ISBN 9782372609753)
- Le fantôme du bagne de Brest, Palémon éditions, novembre 2024, 216 p.  (ISBN 9782385271121)